# Yūichi Komano
 (mai 2025).
Si vous disposez d'ouvrages ou d'articles de référence ou si vous connaissez des sites web de qualité traitant du thème abordé ici, merci de compléter l'article en donnant les références utiles à sa vérifiabilité et en les liant à la section « Notes et références ».
Yūichi Komano (駒野 友一, Komano Yūichi) est un footballeur international japonais né le 25 juillet 1981 à Kainan. Il joue actuellement[Quand ?] au poste d'arrière droit au FC Imabari en troisième division japonaise.

## Carrière
Durant les huitièmes de finale de la coupe du monde de la FIFA 2010 contre le Paraguay, Yūichi Komano a manqué le troisième tir au but de la séance en frappant sur la barre transversale. Il provoqua ainsi l'élimination du Japon de la compétition, ce qui permit au Paraguay de participer aux quarts de finale de la compétition, pour la première fois de leur histoire.

## Palmarès

### En club
Júbilo Iwata
- Coupe de la Ligue japonaise (1) :
  - Vainqueur : 2010.

- Coupe Levain (1) :
  - Vainqueur : 2011.

### En sélection
Équipe du Japon
- Coupe d'Asie de l'Est (1) :
  - Vainqueur : 2013.

### Distinction individuelle
- Membre de l'équipe type du championnat du Japon en 2012